# Geraldo Rivera
Geraldo Rivera, né le 4 juillet 1943 à Brooklyn, New York, est un journaliste et un animateur de télévision américain. Il est principalement connu pour avoir animé l'émission Geraldo dans les années 1990, restée célèbre pour son sensationnalisme, et pour animer Geraldo at Large (en) sur la chaîne d'information en continu Fox News.